# Carmen Amaya
Carmen Amaya (født 2. november 1913 i Barcelona, død 19. november 1963 i Bagur (Girona), Spanien) var en catalansk flamencodanserinde og -sangerinde og er en af de største dansestjerner, flamenco har haft.
Hun turnerede over det meste af verden med sin trup, der mest var fra hendes egen familie, Amaya-familien, en af de mest fremtrædende flamenco-familier. Hun var en af Spaniens første rigtige verdensstjerner og betragtes som den, der populariserede flamenco uden for Spaniens grænser.
Carmen Amaya var bl.a. kendt for at danse i bukser og jakke i stedet for skørter.

## Karriere
Carmen Amaya blev født i barakbyen Somorrostro i Barcelona. Hun begyndte som fireårig at optræde sammen med sin far på barer og tavernaer under kunstnernavnet La Capitána. Hendes første officielle forestilling gjorde hun som seksårig på restauranten Les Set Portes. Ved en optræden på tavernaen La Taurina fik kulturjournalisten Sebastiá Gasch øje på hende og var fuld af lovord. Da hun var ti, begyndte hun at turnere i Spanien og optrådte blandt andet på Madrids Palacio de la Música. Den unge Carmen blev opdaget af samtidens store flamencokunstnere og i 1929, da hun var 15, tog den spanske verdensstjerne Raquel Meller hende med til Paris, hvor hun fik succes og optrådte blandt andet på teateret Champs-Élysées. Senere fortsatte hun med at turnere i Spanien og Europa ind imellem teaterstykker og musicals blandt andet på La Zarzuela i Madrid frem til udbruddet af den spanske borgerkrig.
Carmen Amaya gik i landflygtighed i Argentina, hvor hun i Buenos Aires fik stor succes sammen med flamencoguitaristerne Ramón Montoya og Sabicas. En omfattande turné i Argentina og Sydamerika fulgte. Mens hun var i Sydamerika blev hun kendt som en exceptionel danser, og da hun i 1941 blev indbudt til at optræde i Carnegie Hall i New York, blev hun modtaget som en verdensstjerne. Hun kom på forsiden af LIFE og optrådte ved en privat forestilling i Det Hvide Hus for den amerikanske præsident Franklin D. Roosevelt, som fik Carmen og hendes dansetrup fløjet til Washington, D.C. med Air Force One. Hun optrådte igen i Det Hvide Hus i 1953 for præsident Harry S. Truman. Også dennes efterfølger Dwight D. Eisenhower var en stor beundrer af Carmen Amaya og sørgede personligt for hendes eskorte mellem lufthavnen og Waldorf Astoria, da hun besøgte USA i 1955.
Under anden verdenskrig boede og arbejdede hun i Hollywood, hvor hun medvirkede i flere film, som slog publikumsrekord. Hendes tolkning af Manuel de Fallas El amor brujo blev set af 20.000 mennesker ved Hollywood Bowl. Hun blev under opholdet i USA en af landets mest velbetalte kunstnere og hendes flamencoshows var altid udsolgt. Trods dette blev hun ikke rig, da hun som roma havde en stor familie at forsørge og hun samtidig levede et meget udsvævende liv, hvor hun blandt andet omgikkes Frank Sinatra, Fred Astaire, Greta Garbo, Clark Gable, Marlon Brando og Orson Welles. Hendes samtidige kunstnere hyldede hende som en exceptionel naturbegavelse, Orson Welles kaldte hende verdens bedste danser og Greta Garbo kaldte hendes dans for ren kunst. Carmen var selvlært og havde ingen formel uddannelse, og efter en optræden i Hollywood mødtes hun med komponisten Toscanini, som bag scenen fortalte hende at hun var den mest rytmisk begavede kunstner, han havde set i sit liv.
I 1947 vendte Carmen Amaya tilbage til Europa som en verdensstjerne. Da hun landede i Madrid, bød diktatoren Franco hende modvilligt velkommen, og ved hendes optræden i London tog den engelske dronning imod hende, og dagen efter var overskriften i The Times "Two Queens Face To Face". Hun fortsatte med at turnera i Europa, Sydamerika og USA gennem 1950'erne indtil hun trak sig tilbage. Carmen Amaya døde som 50-årig i 1963 af nyresvigt.

## Filmografi
- 1935 - La Hija de Juan Simón (J.L.Sáenz de Heredia & N.M. Sobrevila, Spanien)
- 1936 - Don Viduo de Rodríguez (G. Mihura, Spanien)
- 1939 - María de la O (Francisco Elías, Spanien)
- 1942 - Aires de Andalucía ((J. Luis Cabezas, Spanien)
- 1942 - Maravilloa del toreo (Rafael Sevilla, Mexico)
- 1942 - Panama Hattie (Harry Joe Brown, USA)
- 1942 - Silk, Blood and Sunshine (Fernando A. Rivero, Mexico)
- 1944 - Carmen Amaya and her troupe of Gypsy Dancers and Musicians (USA)
- 1944 - Knickerbocker Holiday (Harry Joe Brown, USA)
- 1944 - Follow the Boys (A. Edward Sutherland, USA)
- 1944 - Dreams of Glory (Harry Joe Brown, USA)
- 1945 - Los Amores de un Torero (José Díaz Morales, Mexico)
- 1945 - See my Lawyer (Edward F. Cline, USA)
- 1953 - Quand te tues-tu? (Émile Couzinet, Frankrike)
- 1954 - Dringue, Castrito y la lámpara de Aladino (Luis Moglia Barth, Argentina)
- 1958 - Música en la Noche (Tito Davison, Mexico)
- 1963 - Los Tarantos (Rovira Beleta, Spanien)